# I Lombardi alla prima crociata

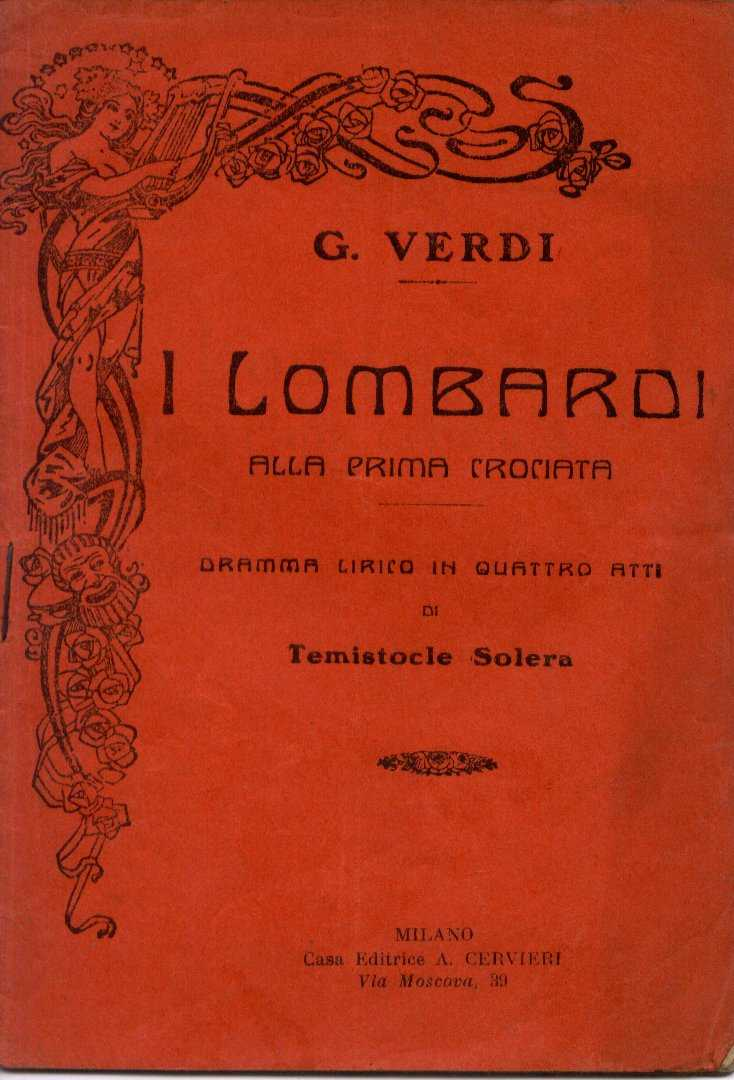

I Lombardi alla prima crociata (tiếng Việt: Những người Lombardi trong cuộc thập tự chinh lần thứ nhất) là vở opera của nhà soạn nhạc thiên tài người Ý Giuseppe Verdi. Ông viết vở opera này với lời của Temistocle Solera (lời này được dựa trên bài thơ anh hùng ca của Tommaso Grossi, tác phẩm được coi là "kết quả của thời đại, một tiểu thuyết lịch sử lớn một tinh thần yêu nước nồng nàn") Vở opera của Verdi được trình diễn lần đầu tiên tại Teatro alla Scala, Milan vào ngày 11 tháng 2 năm 1843. Vở opera này được Verdi đề tặng cho Maria Luigia, nữ công tước Habsburg của Parma, người qua đời chỉ vài tuần sau buổi công diễn đầu tiên của tác phẩm. Năm 1847, vở opera này được sửa đôi với tiếng Pháp với cái tên Jélusalem. Sau đó, phiên bản mới này được trình diễn tại Salle Le Peletier thuộc Paris Opera và đây là vở grand opera đầu tiên của Verdi. I Lombardi có sức mạnh của tinh thần yêu nước, tinh thần tự do và độc lập cho Ý đang đấu tranh chống lại sự xâm lược của Đế quốc Áo. Vở opera này có ảnh hưởng xã hội cực kỳ to lớn. Sức mạnh của nó lớn đến nỗi nhiều cuộc biểu tình đòi tự do nổ ra sau buổi công diễn tác phẩm. Chính vì thế, Verdi được gọi là "Người thầy của cách mạng".